# パハ (フィンランド神話)
パハ（フィンランド語: Paha）は、フィンランド神話に登場する悪霊。
『カレワラ』では、ワイナミョイネンがポホヨラの乙女を手に入れるため斧で木を削って船を造っている場面（第8章151-154行目前後）で登場し、同じく悪霊のヒーシ、レンポとともにワイナミョイネンに傷を負わせている。

Niin päivällä kolmannella Hiisi pontta pyörähytti,

Lempo tempasi tereä, Paha vartta vaapahutti.

ワイナミョイネンが斧を振るっているところで、斧を引っ張るという悪さをしている。
パハたちの悪さにより、斧が石に当たり跳ね返り、ワイナミョイネンの膝に当たって傷を負わせた。傷からは血が流れだし止まることがなく、血を止めるためワイナミョイネンは奔走することになる（第8-9章）。
小惑星パハの名前はこのパハに由来する。レンポ、ヒーシとともに三重小惑星を成している。